# Martha Chase

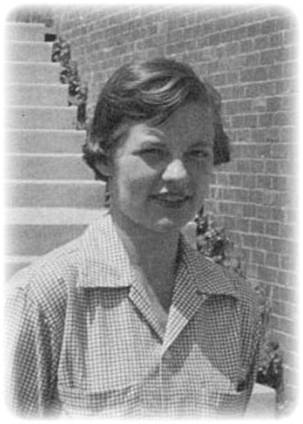
Martha Chase

Martha Cowles Chase (* 30. November 1927 in Cleveland Heights, Lorain, Ohio; verheiratet als Martha C. Epstein; † 8. August 2003 in Lorain, Ohio) gehörte in den 1950er-Jahren zu den führenden Forschern am renommierten Cold Spring Harbor Laboratory.
Mit den als Hershey-Chase-Experiment bekannt gewordenen Untersuchungen konnte Chase zusammen mit Alfred Hershey klären, dass die Erbinformationen in der Desoxyribonukleinsäure (DNA) und nicht in den Proteinen codiert sind. Dieser Nachweis gelang durch die Arbeit mit radioaktiv markierten Bakteriophagen (Bakteriophage T2, ein Subtyp von Escherichia-Virus T4 in der Ordnung Caudovirales), die ihre DNA in Bakterienzellen einschleusen und sich alleine durch diese im Bakterium vermehren können. Im Jahr 1952 veröffentlichten sie die Ergebnisse unter Independent Functions of Viral Protein and Nucleic Acid in Growth of Bacteriophage.
Chase verließ das Cold Spring Harbor Laboratory 1953 und arbeitete mit Gus Doermann am Oak Ridge National Laboratory in Tennessee und später an der University of Rochester.
Während der 1950er-Jahre kehrte sie jedes Jahr nach Cold Spring Harbor zurück, um an Treffen der Phage Group of Biologists teilzunehmen.
1959 begann sie ein Promotionsstudium an der University of Southern California im Labor von Giuseppe Bertani. Bertani zog nach Schweden und Chase beendete 1964 ihre Dissertation bei Margaret Lieb.
Während ihres Aufenthalts in Kalifornien traf und heiratete Chase in den späten 1950er-Jahren ihren Kollegen Richard Epstein und änderte ihren Namen in Martha C. Epstein. Die Ehe war nur kurz und wurde kinderlos geschieden. Eine Reihe persönlicher Rückschläge in den 1960er-Jahren beendete ihre wissenschaftliche Karriere. Sie zog zurück nach Ohio, um bei ihrer Familie zu leben, und verbrachte die letzten Jahrzehnte ihres Lebens mit einer Form von Demenz, die ihr das Kurzzeitgedächtnis raubte. Sie starb am 8. August 2003 im Alter von 75 Jahren an einer Lungenentzündung.

## Ehrungen
Zu ihren Ehren wurde vom ICTV die Virus-Familie Chaseviridae von Bakteriophagen (mit dsDNA-Genom) innerhalb der Ordnung Caudovirales benannt.